# Đánh bắt cá ở Bangladesh

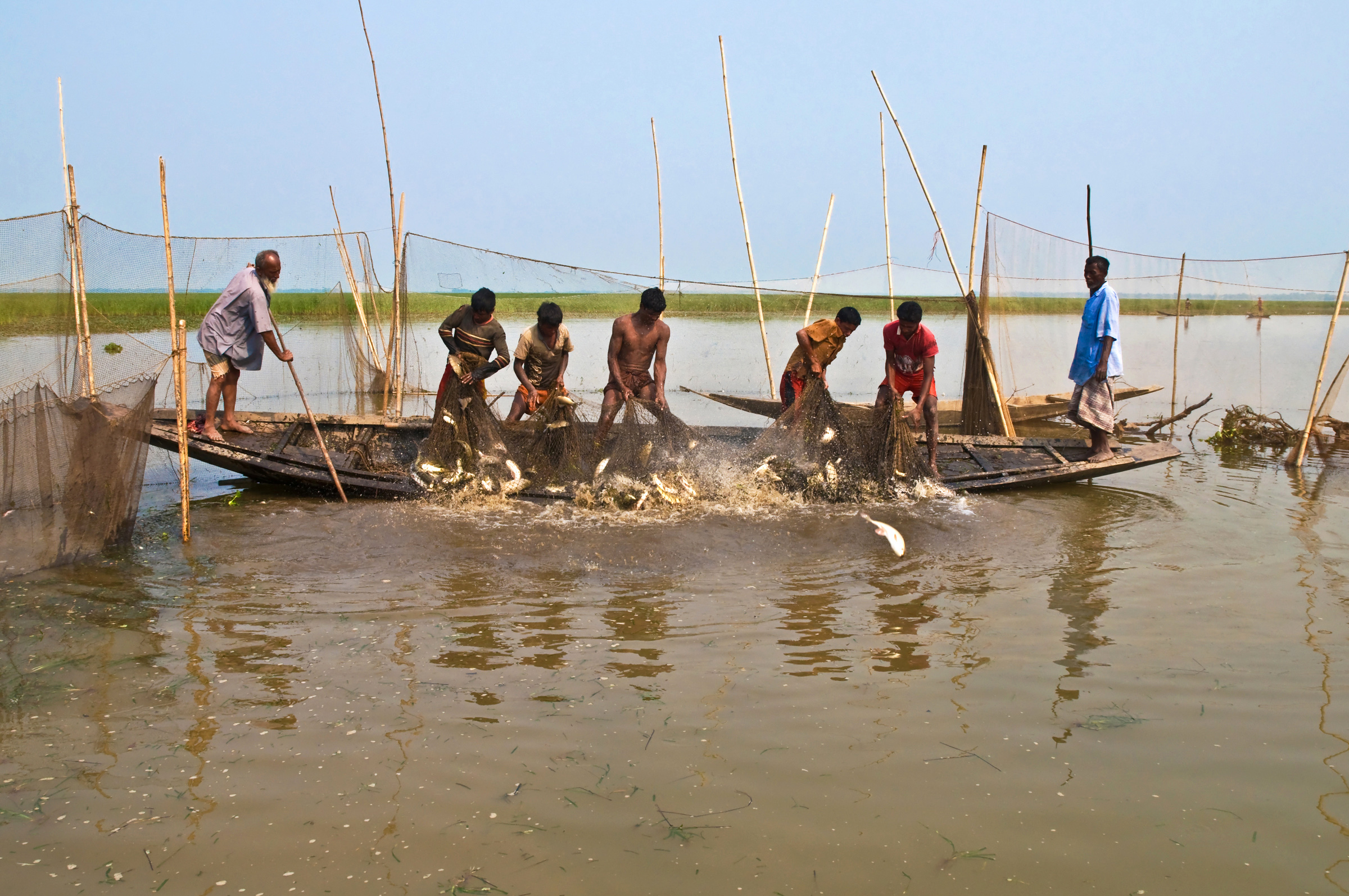
Bủa lưới bắt cá ở Bangladesh

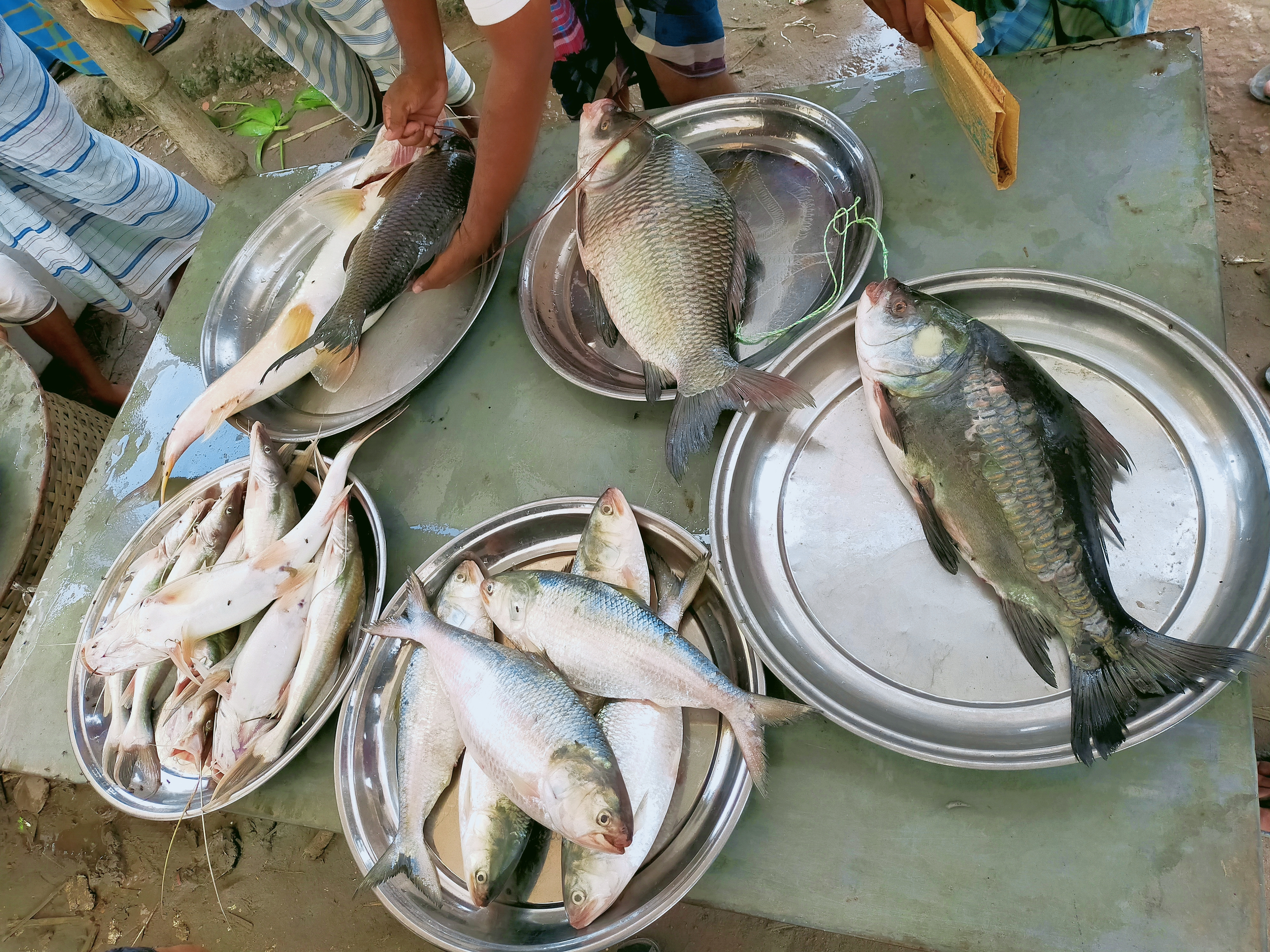
Chợ cá ở Sonargaon, Narayanganj, Bangladesh. Cá nước ngọt các loại chiếm đến 80% nguồn đạm cho người dân, người dân Bangladesh rất giỏi trong việc làm cá, mổ cá

Đánh bắt cá ở Bangladesh (Fishing in Bangladesh) là việc khai thác, đánh bắt nguồn lợi cá và thủy hải sản ở Bangladesh. Bangladesh là một quốc gia ven biển tuyến đầu của Ấn Độ Dương có nguồn tài nguyên biển rất dồi dào ở vịnh Bengal. Quốc gia này có vùng đặc quyền kinh tế rộng 41.000 dặm vuông (110.000 km2), chiếm 73% diện tích đất nước. Mặt khác, Bangladesh là một quốc gia nhỏ và đang phát triển bị quá tải với áp lực dân số gần như không thể chịu nổi. Trong quá khứ, người dân Bangladesh chủ yếu phụ thuộc vào nguồn đạm (protein) trên đất liền. Tuy nhiên, quá trình công nghiệp hóa và đô thị hóa diễn ra liên tục đã tiêu tốn diện tích đất đai vốn hạn hẹp, hiện giờ họ không có cách nào khác ngoài việc thu hoạch lượng protein dưới nước khổng lồ từ vịnh Bengal để có thể đáp ứng nhu cầu trong nước. Loại cá làm thực phẩm ở địa phương nói chung là các giống cá nước ngọt.
Hơn 80% lượng protein động vật trong chế độ ăn uống của người dân Bangladesh đến từ cá. Sản lượng cá chiếm đến 6% GDP trong năm tài chính 1970, nhiều hơn gần 50% so với sản xuất công nghiệp hiện đại vào thời điểm đó. Hầu hết các ngư dân thương mại là những người theo đạo Hindu thuộc đẳng cấp thấp, những người kiếm đủ sống bằng cách làm việc trong những điều kiện thô sơ và nguy hiểm. Họ đem đến kỹ năng và sự khéo léo cao trong công việc, nhất là khi chứng kiến cái cách mà người ta làm cá điêu luyện điệu nghệ ở các chợ cá (fish cutting in Bangladesh); một vài trong số những người còn dám nghĩ dám làm với phương pháp đánh bắt bằng rái cá đã thuần hóa, chúng cư xử như những con chó chăn cừu, bơi dưới nước, lùa những con cá về phía lưới của ngư dân (và được thưởng cho mình một phần đánh bắt). 
Tổ chức Lương thực và Nông nghiệp của Liên Hợp quốc (FAO) đã hỗ trợ ngành tôm và đánh bắt cá đáp ứng các tiêu chuẩn kiểm soát chất lượng và an toàn cá dựa trên Phân tích mối nguy Điểm kiểm soát tới hạn (HACCP). Tôm trong tự nhiên gắn liền với rừng ngập mặn. Các cửa sông ngập mặn như những cửa sông được tìm thấy ở Sundarbans phía tây nam Bangladesh có hệ sinh thái năng suất đặc biệt phong phú và cung cấp bãi đẻ cho tôm và cá. Nuôi tôm thâm canh thường liên quan đến việc chuyển đổi rừng ngập mặn thành ao nước mặn để nuôi tôm lớn. Tôm khô và cá khô là biểu tượng của ẩm thực Bangladesh. Tuy nhiên, theo báo cáo năm 2014 của Cục Lao động Quốc tế chúng cũng được xếp hạng trong số những hàng hóa được sản xuất từ lao động trẻ em và lao động cưỡng bức ở Bangladesh. Bộ Lao động Hoa Kỳ cũng báo cáo rằng "một số trẻ em làm việc trong điều kiện lao động cưỡng bức trong lĩnh vực đánh bắt cá khô để giúp gia đình trả nợ cho những người cho vay tiền địa phương". 